# Bellavista de Cachiaco
Bellavista de Cachiaco es un caserío peruano ubicado en el distrito de Pacaipampa, perteneciente a la provincia de Ayabaca del departamento de Piura, al norte del Perú. 

## Ubicación
Bellavista de Cachiaco se ubica al sureste de la provincia de Ayabaca, en el distrito de Pacaipampa, en el departamento de Piura.

## Demografía
En 2017 Bellavista de Cachiaco tenía una población de 182 habitantes.